# أزمة الرهائن في سيدني 2014
بدأت أزمة الرهائن في 15 كانون الأول (ديسمبر) 2014 في نيوساوث ويلز، سيدني. حيث قام رجل مسلح واحد عرّفت عنه الشرطة لاحقاً على أنه هارون مؤنس باقتحام مقهى ليندت الواقع في مارتين سيدني، واحتجز فيه عدداً من الموظفين والزبائن كرهائن. بعد بضع ساعات، تمكن خمسة من المحتجزين من الفرار في حين بقي العدد الباقي غير معلوم.
شوهد الرهائن وهم يحملون راية عقاب مكتوب عليها بالعربية الشهادتان. يدّعي المسلح أن دوافعه سياسية.
نتيجة لفرض حصار، فقد أغلقت الطرق في منطقة الأعمال المركزية في سيدني والمنطقة المحيطة بالموقع أمام العامة وأغلقت بغض المباني الحكومية المجاورة. في الساعة 2:14 فجر يوم 16 كانون الأول (سبتمبر) 2014 اقتحمت الشرطة المقهى  حيث قتل الخاطف و رهينتين وجرح أربعة رهائن.
يشار إلى أن محتجز الرهائن هو لاجئ إيراني يدعى هارون مونيس، وُلد في إيران وحصل على لجوء سياسي في أستراليا سنة 1996، وهو معروف للشرطة، وأطلق سراحه بكفالة، حيث اتهم بالتعاون مع قاتل زوجته السابقة.

## معرض صور

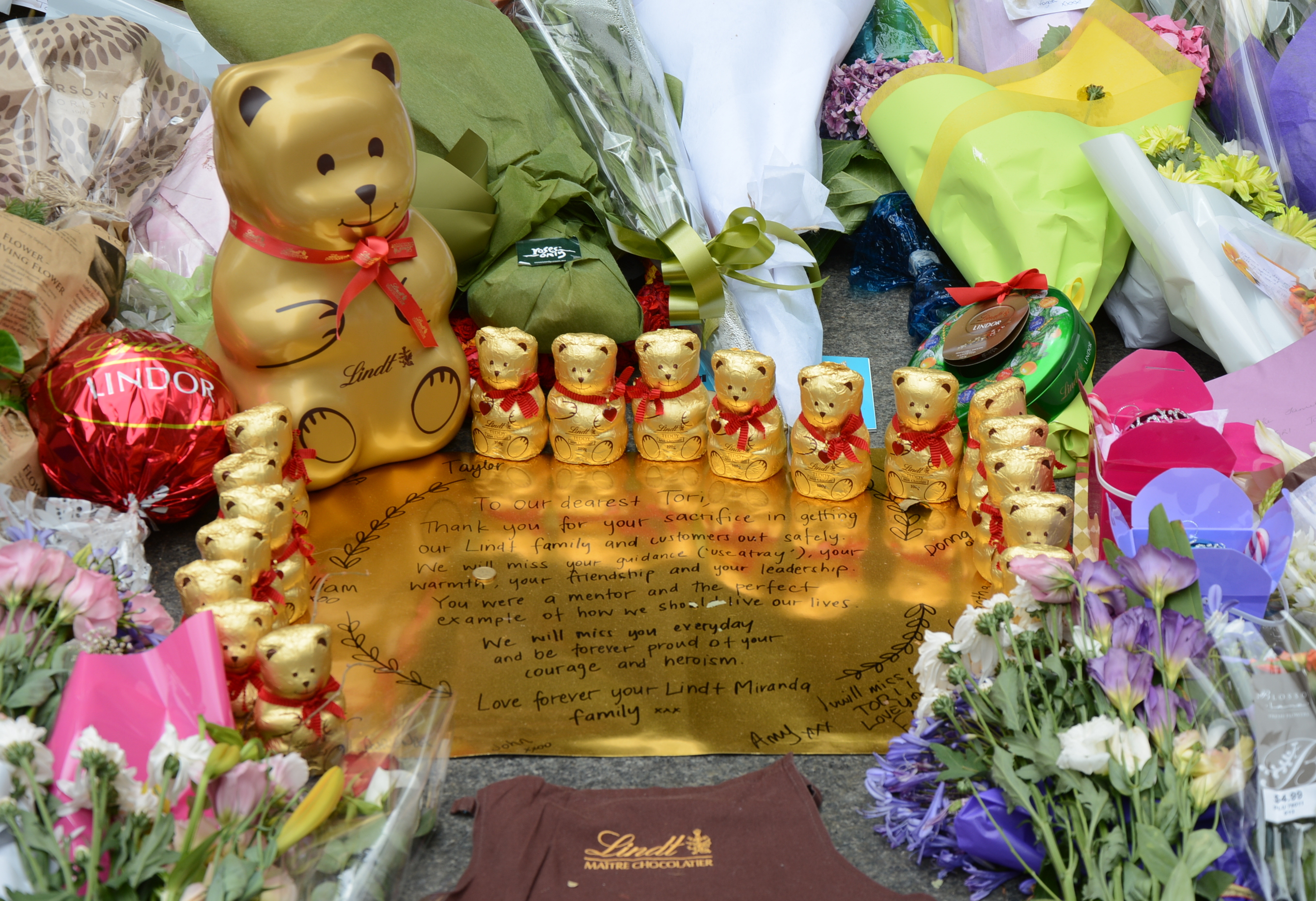
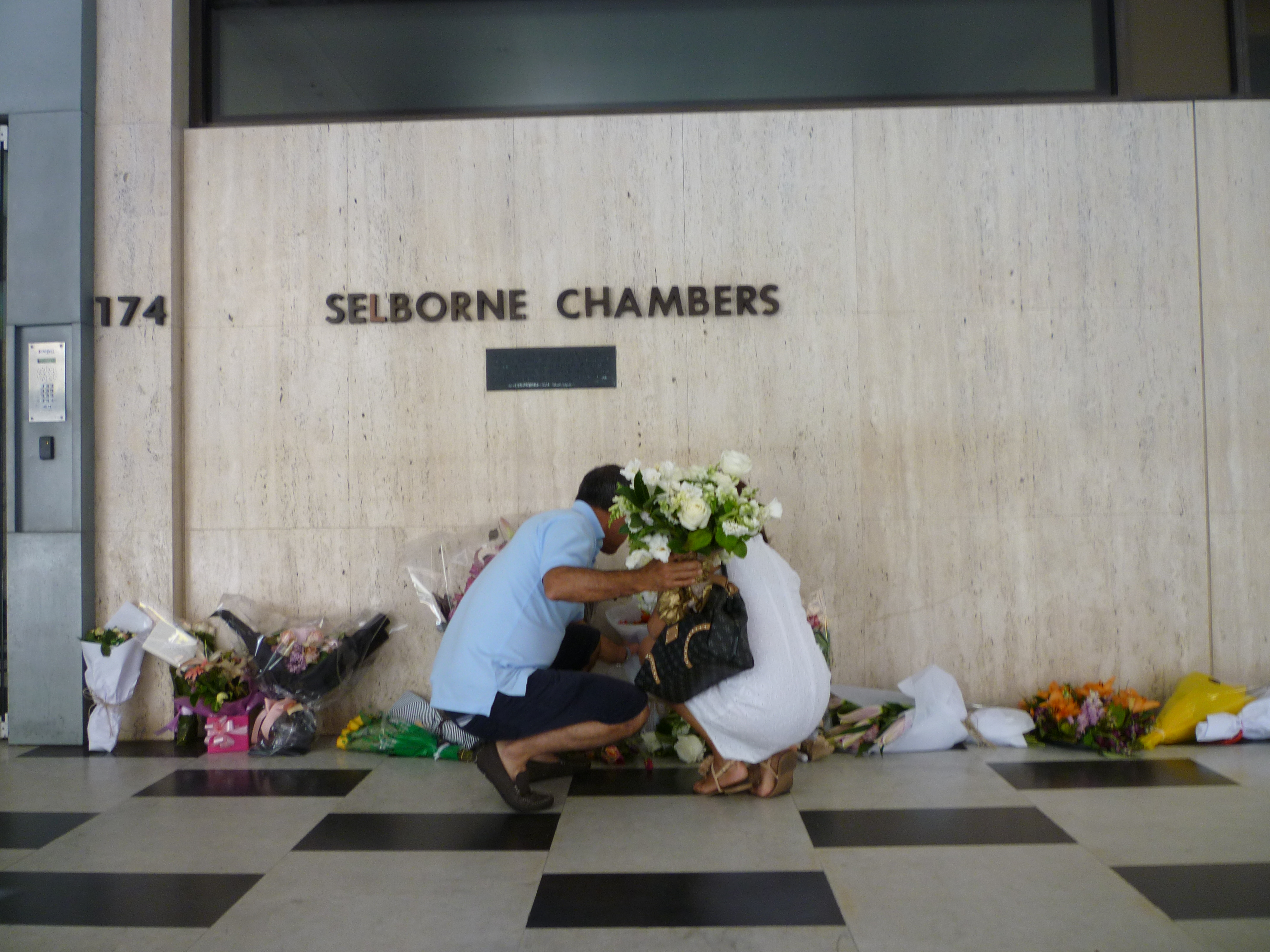
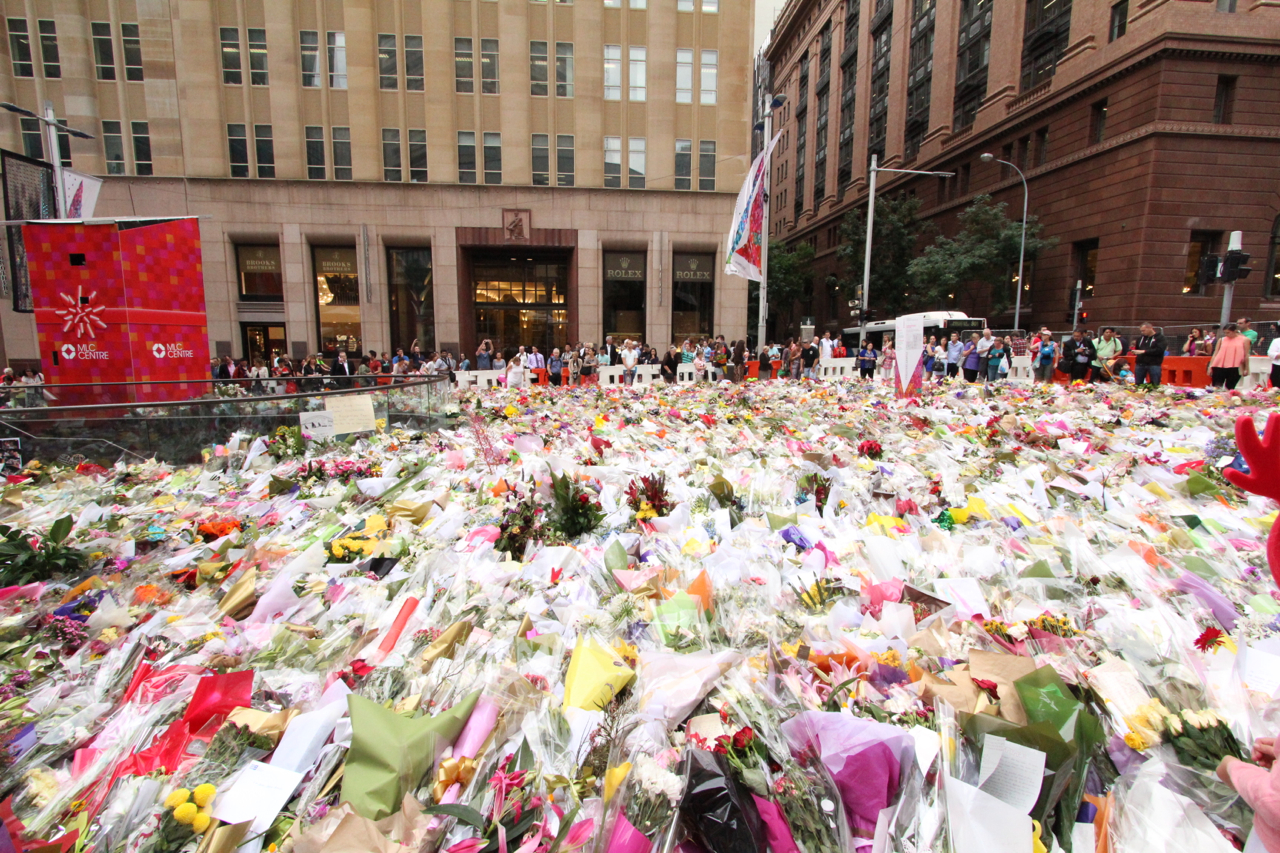
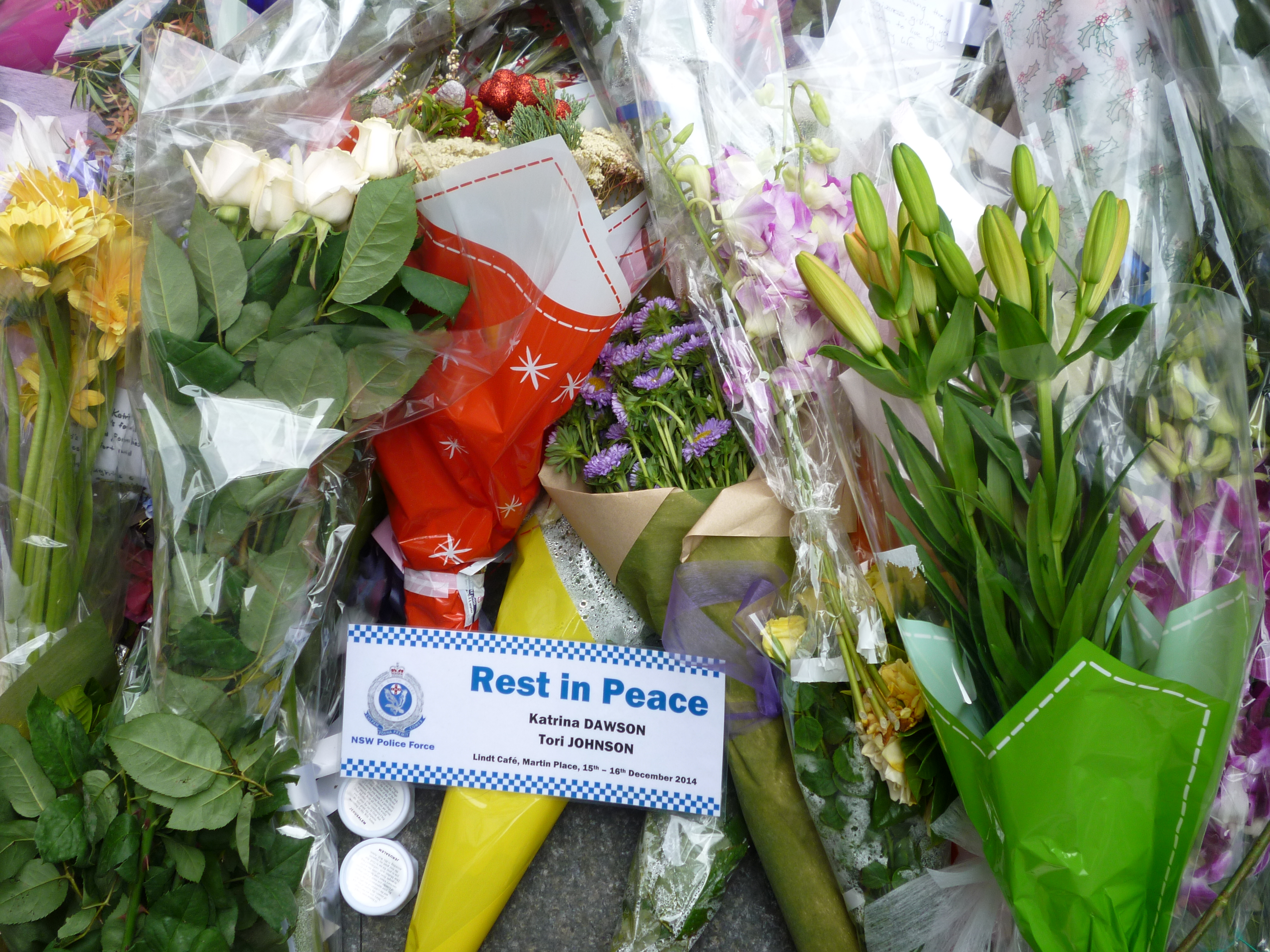
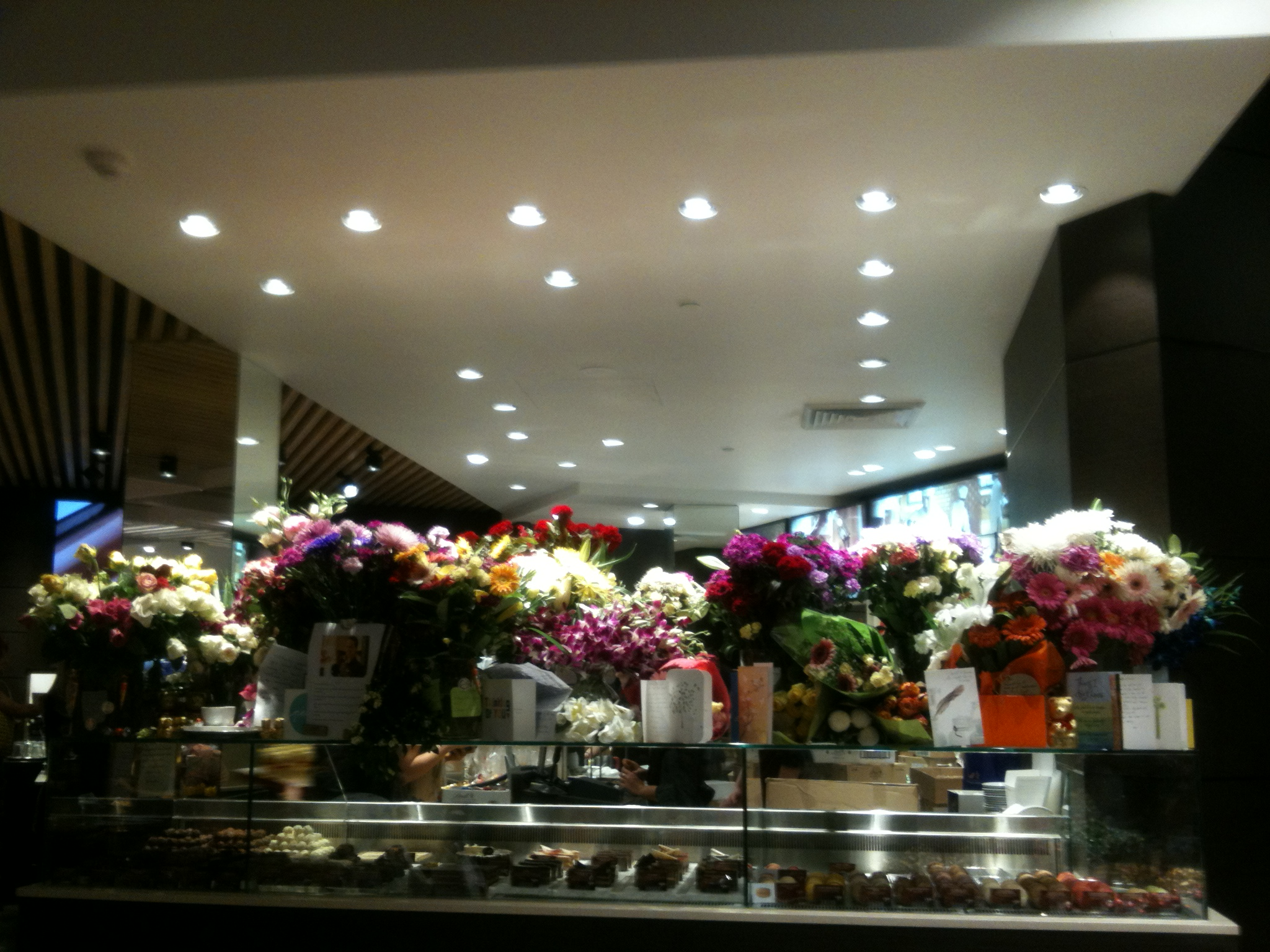